# Barthélemy Linck (père)
Barthélemy Linck (ou Lingg), dit Barthélemy II pour le distinguer de son père et de son fils, et parfois étudié sous son prénom alémanique Bartholomäus, est un dessinateur et vitrailliste des XVIe et XVIIe siècles. Né à Zoug en 1555, il déménage dans sa jeunesse à Strasbourg où il installe son atelier de vitraux. C'est dans cette ville qu'il meurt après 1612. Ses trois fils Lorentz, Hans Konrad et Barthélemy suivent tous la même carrière que leur père, le premier et le troisième étant généralement associés dans des chantiers.

## Biographie
Barthélemy Linck naît à Zoug en 1555, d'un homme également nommé Barthélemy. Il est ainsi qualifié de « Barthélemy II » quand son père, sur lequel les informations disponibles sont rarissimes, est appelé « Barthélemy I ». Il quitte la Suisse pour Zurich puis l’Alsace et acquiert en 1581 le droit de bourgeoisie à Strasbourg ; il est reçu à la corporation ou « tribu » des Échasses. Il se marie trois fois, en 1581, 1589 et 1605, chaque mariage lui donnant au moins un fils, respectivement Lorentz en 1582, Hans Conrad en 1593 et Barthélemy en 1597. Parmi les parrains de ceux-ci se trouvent d'autres personnalités des milieux artistiques strasbourgeois que fréquentait Barthélemy, comme Abel Stimmer, Christoph Murer (de) ou Isaac Habrecht,.
Il vend  une maison située rue des Pâtissiers (devenue depuis la rue des Hallebardes) à son fils Lorentz le 22 mai 1626 ; cette vente comprend non seulement les murs, mais également les outils professionnels, les œuvres commencées et les couleurs.

## Réalisations
Barthélemy Linck était dessinateur. Il a notamment réalisé un autoportrait, désormais conservé au Kunstmuseum de Berne. D'autres dessins, conservés à la Staatliche Kunsthalle Karlsruhe, montrent l'influence de Tobias Stimmer.
En ce qui concerne les vitraux, les œuvres conservées au XXIe siècle ne peuvent lui être attribuées exclusivement de manière certaine. Lui sont généralement attribués le panneau de Beat Henszlin, conservé au Musée Unterlinden de Colmar ; le vitrail de la tribu de l’Ancre, conservé au musée historique de Bâle ; celui de Matthieu Geiger, désormais au musée régional de la Hesse à Darmstadt ; enfin quelques vitraux de l’hôtel de ville d’Oppenau. Barthélemy signe en général son travail « BL » ou « BLZ ».
Pour les œuvres attestées mais disparues, elles sont majoritairement strasbourgeoises, mais également d'autres villes ou régions rhénanes. En 1604, une commande de six vitraux lui est adressé par Johann Pistorius, de Fribourg-en-Brisgau, lui commanda six vitraux. Trois ans plus tard, il réalise un panneau héraldique aux armes d’Obernai pour l'hôtel de ville. Il est également exécutant d'œuvres conçues par d'autres. En 1612, le peintre verrier Hans Peter Behem, de Francfort, lui commande la réalisation des vitraux de la cathédrale de Mayence, dont il a réalisé le carton.